# Amanita altipes
Amanita altipes (рус. Мухомор высоконогий) — гриб семейства мухоморовые (Amanitaceae). Включён в подрод Amanita рода Amanita.

## Биологическое описание
Шляпка 4—9 см в диаметре, выпуклой, затем широко-выпуклой формы, с гладкой жёлтой, в центре иногда коричневатой поверхностью, покрытой желтоватыми хлопьевидными бородавками — остатками общего покрывала.
Мякоть белого цвета, без особого вкуса и запаха.
Гименофор пластинчатый, пластинки свободные, часто расположенные, белого или желтоватого цвета.
Ножка 9—16 см длиной и 0,5—2 см толщиной, почти цилиндрическая, желтоватая, затем светлеющая, покрытая зернистыми или хлопьевидными остатками покрывала.
Споровый порошок белого цвета. Споры 8—10×7,5—9,5 мкм, неамилоидные, обычно почти шаровидной формы.

## Экология и ареал
Amanita altipes произрастает в смешанных лесах Юго-Западного Китая.